# Sneglu-Halla þáttr
Sneglu-Halla þáttr («El relato de Halli el sarcástico»), es un þáttr (relato corto) de Islandia del siglo XIII. Se conserva en dos versiones Morkinskinna y Flateyjarbók; también en Hulda-Hrokkinskinna que complementa a Morkinskinna. La peculiariedad de esta obra se define por omitir observaciones sobre el pasado de los personajes y en su lugar se introduce una detallada historia lineal retrospectiva. La transformación de este tipo de obras se debe a la presunta falta de información de los islandeses cuando se enfrentan a acontecimientos en Noruega de las que no tienen suficientes datos sobre su pasado, abriendo paso a un nuevo género: la anécdota.
El protagonista es el escaldo Sneglu-Halli y su vida en la corte de Harald Hardrada, su relación con el rey y los cortesanos, así como su ingenio para salir airoso de cualquier circunstancia. 